# Urundel
Urundel es una localidad del departamento de Orán, ubicada al noreste de la provincia de Salta, Argentina, hacia el sur de la región del Bermejo; se ubica en la zona de la selvas pedemontanas.
Posee un conglomerado de fincas de cultivos hortícolas de primicia, y fruticultura de alto valor la cual exporta: naranjo, pomelo, limón, mango, papaya, banano, pimiento verde, tomate, sandía, zapallo, melón, frutilla, batata, mandioca, cafeto. Hace aprovechamiento dasonómico de maderas nobles: cedro, tipa, palo lanza, palo amarillo.
A 48 km por la Ruta Nacional 34 se llega al límite sur del parque nacional Calilegua. Urundel está dentro del perímetro de la reserva de biosfera de las Yungas.

## Geografía
- Localización: 22°43′60″ S 64°22′00″ O
- Altitud: 338 m s. n. m.

## Población
Contaba con 2,874 habitantes (Indec, 2001), lo que representa un incremento del 35,1 % frente a los 2,127 habitantes (Indec, 1991) del censo anterior.

## Sismicidad
La sismicidad del área de Salta es frecuente y de intensidad baja, y un silencio sísmico de terremotos medios a graves cada 40 años

## Parroquias de la Iglesia católica en Urundel
| Diócesis  | Nueva Orán                  |
| --------- | --------------------------- |
| Parroquia | Nuestra Señora de la Merced |

## Personalidades destacadas
- Tomás «Tutú» Estanislao Campos (1940-2001) Folclorista argentino.